# Prostějov
Prostějov é uma cidade localizada no distrito de Prostějov, na região de Olomouc, na República Tcheca. Atualmente, a cidade é conhecida pela indústria da moda e pela base militar especial  lá localizada.